# 銭鍾書
銭 鍾書（せん しょうしょ、1910年11月21日 - 1998年12月19日）は、中国の作家・文学研究者。字は黙存（もくそん）、号は槐聚（かいしゅ）、代表作に『囲城』『談芸録』『管錐編』。銭鍾書は英仏独の諸言語に通暁した。

## 略歴
- 1910年11月21日、江蘇省常州府無錫県に生まれた。父の銭基博は儒学者。無錫東林小学・蘇州桃塢中学・米国聖公会無錫市輔仁高級中学卒業[4]。
- 1929年に清華大学外文系に入学。入学試験の得点において、数学は15点（100点満点、合格は60点）、英語は満点。在学中に後に妻となる楊絳と知り合った。
- 1933年に卒業した後、上海光華大学（現在の華東師範大学）で教職についた。
- 1935年に結婚し同年にイギリスやフランスへ留学。1938年秋に北京に帰り、清華大学教授に還任した。翌年、湖南湘西国立藍田師範学院の英文系主任に転任。
- 1941年、震旦女子文理学校の教員となった。随筆集『写在人生辺上』（開明書店）を出版。
- 1945年、上海曁南大学の外文系教授となる。南京中央図書館英文館刊『書林季刊』の編集者を兼務。
- 1947年、長編小説『囲城』（上海晨光出版公司）を出版。1949年、清華大学に戻り、以降外文系の教授として教鞭をとる。
- 1957年に父が病死する。1958年、『宋詩選註』（人民文学出版社）を出版。

### 後半生
文化大革命による迫害で、五七幹部学校に下放され労働に従事した。1970年6月、婿の王徳一が無実の罪を着せられ自殺。
1979年4月から5月までの間、アメリカを訪れる。1980年11月には来日。
1984年に『也是集』（香港、広角鏡出版社）を、1985年に『七綴集』（上海古籍出版社）を出版。
1997年3月4日、一人娘の銭瑗が脊椎癌で亡くなった。1998年12月19日、北京で死去した。享年88歳。

## 著書
- 『銭鍾書集』三聯書店、北京市、2011年11月1日。ISBN 9787108036834。
- 『管錐編』三聯書店、北京市、2014年1月1日。ISBN 9787108027467。
- 『宋詩選註』人民文学出版社、北京市、2013年4月1日。ISBN 9787020090976。
  - 日本語訳『宋詩選注』 宋代詩文研究会訳注（平凡社東洋文庫 全4巻、2004-05年）
- 『談芸録』商務印書館、北京市、2011年12月1日。ISBN 9787100086240。
- 『槐聚詩存』三聯書店、北京市、2002年2月1日。ISBN 9787108016782。

### 散文
- 『人 獣 鬼』三聯書店、北京市、2015年3月1日。ISBN 9787108016850。

### 小説
- 『囲城』人民文学出版社、北京市、2012年6月1日。ISBN 9787020090006。
  - 日本語訳『結婚狂詩曲』荒井健・中島長文・中島みどり訳（岩波文庫 上下、1988年）

### 論文
- 『17世紀および18世紀英国文学における中国』

オックスフォード大学卒業論文、帰国後の1940年に国立北平図書館の英文雑誌『図書季刊』に掲載

## 故居
- 銭鍾書故居（銭縄武堂）：江蘇省無錫市梁渓区健康路新街巷30号、32号[5]。

## 関連出版
- 楊絳『別れの儀式　楊絳と銭鍾書 ある中国知識人一家の物語』、夫人の回想

桜庭ゆみ子訳、勉誠出版、2011年